# Reviralho (jornal)
O Reviralho, órgão do comité revolucionário foi um jornal clandestino, publicado em 1927, ligado ao movimento revolucionário (Reviralhismo) que procurava instalar uma orientação democrática por oposição ao regime político implantado.